# 2017 par pays en Asie
Les évènements de l'année 2017 en Asie. 
2015 par pays en Asie - 2016 par pays en Asie - 2017 par pays en Asie - 2018 par pays en Asie - 2019 par pays en Asie

## Continent asiatique
- 5 juin : l'Arabie saoudite et quatre autres pays arabes rompent leurs relations diplomatiques avec le Qatar[1].
- Août : inondations meurtrières dans le sous-continent indien.

### Arabie saoudite
- 21 juin : le roi Salmane d'Arabie saoudite nomme par décret son fils Mohammed nouveau prince héritier[2].
- 4 novembre : création d'une commission anticorruption dirigée par le prince héritier Mohammed ben Salmane Al Saoud ; arrestation de nombreux princes, ministres et hommes d’affaires[3]

### Bahreïn
23 mai : les affrontements entre la dynastie sunnite des Khalifa et la majorité chiite se traduisent par la mort de 5 protestataires et 280 arrestations

### Birmanie
- 1er avril : élections législatives partielles.
- 7 juin : accident aérien du Shaanxi Y-8.

### Corées
- 10 mars : destitution de la présidente sud-coréenne Park Geun-hye.
- 9 mai : élection présidentielle en Corée du Sud, Moon Jae-in est élu.
- 3 septembre : essai nucléaire nord-coréen.

### Inde
- 15 février : le lanceur indien Polar Satellite Launch Vehicle met en orbite 104 satellites, record mondial.
- 17 juillet : élection présidentielle, Ram Nath Kovind est élu.

### Indonésie
- 24 mai : attentat à Jakarta.
- Novembre : éruption du volcan Agung à Bali.

### Japon
- 22 octobre : élections législatives.

### Kazakhstan
- 10 juin et le 10 septembre : Exposition spécialisée de 2017 à Astana.

### Kirghizistan
- 16 janvier : le vol 6491 Turkish Airlines s'écrase sur un village.
- 15 octobre : élection présidentielle, Sooronbay Jeenbekov est élu.

### Liban
- 21 au 27 juillet : offensive du Jouroud Aarsal.
- 19 au 28 août : offensive du Jouroud de Qaa et Ras Baalbeck.
- 4 novembre : démission du président du Conseil des ministres Saad Hariri, suspendue le 22 novembre puis retirée le 5 décembre.

### Malaisie
- 13 février : assassinat de Kim Jong-nam, demi-frère du dirigeant nord-coréen Kim Jong-un.

### Mongolie
- 26 juin et 7 juillet : élection présidentielle, Khaltmaagiyn Battulga est élu.

### Népal
- 26 novembre et 7 décembre : élections législatives.

### Ouzbékistan
- 23 mai: Le président Shavkat Mirziyoyev réorganise l'ancien ministère du Travail dans un nouveau ministère de l'Emploi et des Relations de travail[5].

### Singapour
- 13 septembre : Halimah Yacob est élue présidente de Singapour.

### Timor oriental
- 20 mars : élection présidentielle, Francisco Guterres est élu.
- 22 juillet : élections législatives au Timor oriental.

### Turkménistan
- 12 février : élection présidentielle, Gurbanguly Berdimuhamedow est réélu.

### Turquie
- 1er janvier : un attentat dans une discothèque à Istanbul fait au moins 39 morts.
- 5 janvier : attentat au véhicule piégé à Izmir.
- 17 février : attentat de Viranşehir.
- 16 avril : référendum constitutionnel, le projet est approuvé.

### Viêt Nam
- Début novembre : le Typhon Damrey (en) cause des dizaines de morts[6].
- 10-11 novembre : sommet Asie-Pacifique à Da Nang.

### Yémen
- 29 novembre - 4 décembre : bataille de Sanaa.